# Stereodon entodonticarpus
Stereodon entodonticarpus là một loài Rêu trong họ Hypnaceae. Loài này được (Müll. Hal. ex E. Britton) Herzog miêu tả khoa học đầu tiên năm 1916.